# Carsten Pump
Carsten Pump (ur. 30 września 1976 w Dreźnie) – niemiecki biathlonista. Zadebiutował w biathlonie podczas Pucharu Europy w roku 1999. Zdobył brązowy medal w sprincie na mistrzostwach Europy w Forni Avoltri w roku 2003. Na Mistrzostwach Europy w Nowosybirsku w roku 2005 zdobył złoty medal w biegu indywidualnym, srebrny w biegu pościgowym oraz brązowy w sztafecie w składzie: Jörn Wollschläger, Carsten Heymann, Hansjörg Reuter. Starty w Pucharze Świata rozpoczął zawodami w Östersund w 2002 roku zajmując wtedy w sprincie 26. miejsce. Jego dotychczasowy najlepszy wynik to 3. miejsce na zawodach w Kontiolahti w sprincie w 2007.

## Osiągnięcia

### Mistrzostwa Europy
| Rok  | Miejsce           | IN | SP | PU | MS | RL |
| 2003 | Forni Avoltri     | 34 | 3  | 7  |    | 1  |
| 2005 | Nowosybirsk       | 1  | 4  | 2  |    | 3  |
| 2006 | Langdorf-Arbersee | 8  | 3  | 18 |    | 7  |
| 2007 | Bansko            | 34 | 9  | 11 |    | 1  |

IN – bieg indywidualny, SP – sprint, PU – bieg pościgowy, MS – bieg ze startu wspólnego, RL – sztafeta

### Puchar Świata
| Sezon     | Miejsce |
| --------- | ------- |
| 2002/2003 | 77.     |
| 2005/2006 | 50.     |
| 2006/2007 | 46.     |
| 2007/2008 | 34.     |